# 2601-es mellékút (Magyarország)
A 2601-es számú mellékút egy négy számjegyű országos közút-szakasz Borsod-Abaúj-Zemplén vármegye területén, a Borsodi-dombságban, közel a szlovák határhoz.

## Nyomvonala
A 26-os főútból ágazik ki, annak 42. kilométere közelében, Serényfalva területén, észak felé; ugyanott indul ki az ellenkező irányba a Hétre vezető 25 125-ös számú mellékút. A Kelemér-patak folyását követi, 4 kilométer megtétele után éri el Kelemér település területét. A falu központja az út 7+900-as kilométerszelvénye közelében van, ott ágazik ki belőle a 2602-es út keletnek, kevéssel arrébb pedig a Gömörszőlősre induló 26 101-es út északnyugatnak.
11 kilométer után lép át Zádorfalva területére, majd a 13+400-as kilométerszelvénye előtt egy kereszteződéshez ér, ahol délkelet felé a 2605-ös út, északnyugat felé pedig a Szuhafőre tartó 26 102-es út ágazik ki. 16,5 kilométer után ér át ragályi területre, ott ér véget, a 2603-as útba csatlakozva, annak a 19+750-es kilométerszelvénye táján, Ragály belterületén.
Az országos közutak térképes nyilvántartását szolgáló kira.gov.hu adatbázisa szerint a teljes hossza 18,535 kilométer.

## Története
1934-ben a kereskedelem- és közlekedésügyi miniszter 70 846/1934. számú rendelete a kelemér és Ragály közti szakaszát harmadrendű főúttá nyilvánította, több más mai mellékúti útszakasszal együtt, 232-es útszámozással. (A 232-es főút így Putnoktól vezetett Aggtelekig.) További szakaszai is léteztek már akkor, de csak mellékútként.